# Rhaphotittha vitripennis
Rhaphotittha vitripennis är en insektsart som först beskrevs av Miller, N.C.E. 1932.  Rhaphotittha vitripennis ingår i släktet Rhaphotittha och familjen gräshoppor. Inga underarter finns listade i Catalogue of Life.